# Infernape
Infernape (Japans: Goukazaru). Is een laatste fase vuur-type en vecht-type Pokémon uit de 4de generatie en is de laatste fase van de vuur begin Pokémon Chimchar uit de Sinnoh regio. Die een begin Pokémon is in de spellen: Diamond, Pearl, Platinum, Brilliant Diamond en Shining Pearl.

## Biografie
Infernape wordt ook wel de vlam Pokémon genoemd wegens de vlam die uit zijn achterhoofd komt. Ook lijkt Infernape op een 2 voetige primaat en heeft het ook gedragingen die lijken op die van apen. Net zoals primaten is Infernape daarom ook bovengemiddeld sterk in klimmen en slingeren. Infernape heeft het vuurtype waardoor het kracht kan maken van sterke vuur-aanvallen zoals vlammenwerper en vlam blitz maar heeft ook de vecht-aanvallen waardoor zoals machslag en lage schop. Daarnaast is Infernape onvoorspelbaar als het gaat om aanvallen want hij is even sterk in fysieke aanvallen dan in niet fysieke aanvallen. Als Infernape laag in gezondheid worden zijn vuur aanvallen sterker wegens zijn eigenschap Blaze.

### Type Info
Infernape heeft 2 types, in zijn geval vuur en vecht. in zijn geval vuur en vecht. Dit maken zijn sterktes en zwaktes complexer, dan als Infernape 1 type had. Omdat alle typen verschillende zwaktes en sterktes hebben, worden deze eigenschappen daarom gedeeld in multitypes. Infernape vuur-aanvallen doen meer schade tegen grastypes, insect-types, ijs-types en staaltypes. Vuur-aanvallen doen daarentegen minder schade tegen rots-types, water-types, vuur-types en draak-types Zijn vecht-aanvallen doen meer schade tegen normale-types, staaltypes, ijs-types, duister-types en rots-types. Zijn vecht-aanvallen doen dan weer minder schade tegen gif-types, Vlieg-types, Insect-types, Fee-types en psychische-types. Zijn vecht-aanvallen kunnen geest-types helemaal niet raken. Op verdedigend gebied doen insect aanvallen maar 25% van hun aanval schade. Staal-aanvallen, vuur-aanvallen, duister-aanvallen, gras-aanvallen en ijs-aanvallen doen maar de helft van hun schade op Infernape. Vlieg-aanvallen, grond-aanvallen, water-aanvallen en psychische-aanvallen doen daarentegen 2 keer zoveel schade op Infernape.
Infernape is de derde en laatste fase van van zijn evolutie lijn. Chimchar de eerste fase en heeft alleen de vuur-type. Hij evolueert op level 14 naar Monferno die naast de vuurtype ook de vecht-type erbij. Op level 36 evolueert Monferno naar Infernape. 

## In de games
Infernape is sinds Pokémon Diamond en Pearl in alle games behalve Let’s Go Pikachu, Let’s Go Eevee, Sword en Shield is Infernape te krijgen. Alleen is het in de meeste games door Monferno te evolueren. Alleen in Pokémon Legends Arceus is een Infernape in het wild te vangen. 
Flint van de Elite Vier in Sinnoh is een bekende trainer die een Infernape als zijn sterkste Pokémon heeft. 

## Anime

### Flint zijn Infernape
Net zoals in de games heeft Sinnoh Elite Vier lid Flint een Infernape. Deze gebruikt hij in een gevecht tegen hoofdpersonage Ash, waarmee hij 3 van de Ash Pokémon makkelijk versloeg.

### Ash zijn Infernape
In het Diamond/Pearl gedeelte van de Pokémon anime heeft hoofdpersonage Ash ook een Infernape. Deze is geëvolueerd vanuit een Chimchar die Ash ving nadat hij vrijgelaten werd door zijn vorige trainer Paul. Nadat Paul een tijdje terug Chimchar ving wegens zijn krachten die behaald werden bij het ontgrendelen van zijn Blaze eigenschap, maar omdat Blaze activeert als de Pokémon laag in gezondheid is, ging Paul meerdere malen Chimchar verzwakken om zijn Blaze vaardigheid te activeren waar Ash niet tevreden mee was. Paul vond Chimchar zwak en noemde hem vaak een zwakkeling. Chimchar evolueert op een gegeven moment in Monferno.
Nadat Ash zijn Monferno in een gevecht met Team Rocket werd verzwakt wordt zijn Blaze eigenschap geactiveerd, maar Monferno kan de extra kracht die Blaze aan hem geeft niet aan en raakt de controle over zichzelf kwijt. Uiteindelijk weet Monferno de kracht van Blaze te controleren en evolueert daardoor in Infernape.
Infernape is een van Ash zijn sterkste Pokémon tijdens het laatste gedeelte van zijn Sinnoh reis. Hij is belangrijk in het gevecht om de laatste gym badge tegen Volkner door zijn laatste Pokémon te verslaan. Hierdoor kan Ash meedoen aan de Sinnoh competitie, wat een knock-out toernooi is tussen alle trainers die alle 8 Sinnoh badges gehaald hebben om te beslissen wie de beste trainer is. Ash gebruikt Infernape niet heel veel hier, maar als Ash Infernape gebruikt is hij de ster van de show.
In zijn gevecht tegen Paul in de kwartfinale doet Ash beroep op Infernape. Hierin is hij de ster van de show. Beide trainers gebruikten 6 Pokémon tijdens het gevecht en uiteindelijk hadden Ash en Paul nog 1 Pokémon over namelijk Ash zijn Infernape en Paul zijn Electivire. Eerder in het gevecht had Infernape al Paul, zijn Aggron en Ninjask verslagen. Het was een close gevecht en op een moment leek het zelfs alsof Infernape niet meer verder kon maar uiterlijk wist hij net aan Pauls Electivire te verslaan waardoor Ash voor de tweede keer ooit van zijn rivaal Paul won. 
Ash liet Infernape achter bij Professor Oak omdat als hij naar een nieuwe regio gaat, altijd alleen Pikachu meeneemt.

### Voice-over
De voice-over van Infernape is in het Nederlands hetzelfde als in het Engels en wordt door Bill Rogers gedaan.

## Manga
In de Pokémon Adventures/special manga heeft hoofdrolspeler Pearl een Infernape met de naam Chimler. Chimler evolueert vanuit een Monferno in het hoofdstuk “Stunning Staravia & Stinky Skuntank II”. Chimler helpt Pearl in het verslaan van team Galactic door de legendarische Pokemon Dialga en Palkia te bedrijven van de rode ketting.

### Ruilkaartenspel
Er bestaan 4 standaard Infernape kaarten, waarvan drie het type Fire, de ander het type Fighting als element heeft. Daarnaast bestaat er nog één Infernape LV.X, één Infernape uit de Pokémon 4 reeks en één Infernape LV.X uit de Pokémon 4 reeks kaart. Deze drie hebben alle drie het element Fire.